# Färöarnas naturmuseum
Färöarnas naturmuseum, Føroya Náttúrugripasavn, är ett museum i Torshamn på Färöarna, grundlagt 1956 efter ett beslut i Lagtinget 1955 om att etablera museet. 
Museet har utställningar om geologi, botanik och biologi som gäller Färöarna. På museet forskas det också om färöisk botanik och biologi.
1995 blev Dorete Bloch museets chef.